# Adrián Mouriño Fernández
Adrián Mouriño Fernández  (Porriño, España, 1 de febrero de 1988), conocido como Adrián Mouriño, es un futbolista español.

## Trayectoria
Se inició en las categorías inferiores del Real Club Celta de Vigo.
En el 2009 ficha por el Coruxo Club de Fútbol.
En 2010 firma por el Montañeros Club de Fútbol, en 2011 regresa a Tercera División fichando por el Club Deportivo Ourense.
El 10 de julio de 2012 ficha por el Real Club Recreativo de Huelva con el que debutaría en Segunda División el 26 de octubre contra el Fútbol Club Barcelona B.
El 4 de septiembre de 2013 firma por la Unió Esportiva Sant Andreu.
En el 2014 firmaría por el Pontevedra Club de Fútbol con el que ascendería a Segunda División B siendo uno de los futbolistas más destacados.

## Clubes
| Club                             | División           | Año       | Part. | Goles |
| -------------------------------- | ------------------ | --------- | ----- | ----- |
| Real Club Celta de Vigo B        | Segunda División B | 2007-2008 | 27    | 0     |
| Coruxo Club de Fútbol            | Tercera División   | 2008-2009 |       |       |
| Coruxo Club de Fútbol            | Tercera División   | 2009-2010 | 31    | 4     |
| Montañeros CF                    | Segunda División B | 2010-2011 | 7     | 0     |
| Club Deportivo Ourense           | Tercera División   | 2011-2012 | 37    | 6     |
| Real Club Recreativo de Huelva B | Tercera División   | 2012-2013 | 29    | 6     |
| Real Club Recreativo de Huelva   | Segunda División   | 2012-2013 | 2     | 0     |
| Unió Esportiva Sant Andreu       | Segunda División B | 2013-2014 | 28    | 2     |
| Pontevedra Club de Fútbol        | Tercera División   | 2014-2015 | 39    | 8     |
| Pontevedra Club de Fútbol        | Segunda División B | 2015-2016 | 27    | 5     |
| Pontevedra Club de Fútbol        | Segunda División B | 2016-2017 | 32    | 1     |
| Pontevedra Club de Fútbol        | Segunda División B | 2017-2018 | 25    | 1     |
| Pontevedra Club de Fútbol        | Segunda División B | 2018-2019 | 17    | 0     |
| Rápido de Bouzas                 | Segunda División B | 2018-2019 | 16    | 1     |

- Datos: Q10555444